# Olive in the Madhouse
Olive in the Madhouse (o Olive and the Madhouse) è un cortometraggio muto del 1915 diretto da Richard Ridgely.
Decimo episodio della serie Edison a un rullo Olive's Opportunities.

## Produzione
Il film fu prodotto dalla Edison Company.

## Distribuzione
Distribuito dalla General Film Company, il film - un cortometraggio in una bobina - uscì nelle sale cinematografiche USA il 26 gennaio 1915.